# STAG
Gli STAG – conosciuti inizialmente come Marco Guazzone & STAG – sono una band romana creata da Marco Guazzone.

## Storia del gruppo
Gli STAG nascono a Roma dal progetto musicale di Marco Guazzone. Il loro album di debutto L'Atlante dei pensieri esce nel 2012 ed è prodotto da Steve Lyon. Il disco contiene anche Guasto, brano che Guazzone, in veste di solista, aveva presentato al Festival di Sanremo 2012 nella sezione Giovani, vincendo i premi Assomusica e Rai Gulp.
Nel 2013 esce Live al Piper Club, album registrato dal vivo contenente brani estratti dal concerto che la band ha tenuto nello storico locale romano.
Nel 2014 vengono invitati da Elisa come ospiti sul palco del Lucca Summer Festival.
Nel 2015 ricevono una nomination ai Ciak d'oro come miglior brano originale per Cosa c'è, canzone scritta e interpretata insieme a Malika Ayane per la colonna sonora del film Fratelli unici.
Il loro brano Senza mentire viene scelto dall'AISM, Associazione Italiana Sclerosi Multipla, come colonna sonora della campagna di sensibilizzazione per la raccolta fondi del 2015, per la quale gli STAG coinvolgono altri giovani artisti del panorama musicale italiano con i quali interpretano la canzone.
Da aprile 2016 conducono un loro programma di musica dal vivo in onda su InBlu Radio.
Come autori hanno scritto per Arisa il brano Dimmi se adesso mi vedi, contenuto nel suo album Se vedo te, e due brani per l'album Nessun posto è casa mia di Chiara Galiazzo (Le leggi di altri universi, Le ali che non ho).
Negli anni hanno aperto le date di artisti come Moby, Suzanne Vega, Elisa, Malika Ayane, Niccolò Fabi, Levante, Arisa, Morgan, Dolcenera, Jay Brannan, The Irrepressibles, Azure Ray, Ex-Otago, Meganoidi. A luglio 2016 si esibiscono all'Independent Days Festival di Monza.
Collaborano inoltre abitualmente alla composizione di varie colonne sonore per cinema, teatro e televisione: il loro brano To The Wonders, scritto per la colonna sonora del film Un bacio di Ivan Cotroneo, è stato in corsa per le nomination dei David di Donatello 2017 come miglior brano originale, hanno collaborato anche alla colonna sonora della seconda stagione di Tutto può succedere, la serie tv targata Rai 1 nella quale compaiono interpretando loro stessi.
Il 10 marzo 2017 hanno pubblicato il loro secondo album di inediti dal titolo Verso le meraviglie, su etichetta INRI/Metatron.
A settembre suonano all'Arena di Verona in apertura del concerto di Elisa per l'evento Together Here We Are, che celebra i vent'anni di carriera dell'artista.
Hanno composto e suonato insieme a Marianne Mirage il brano che fa da tema principale e titoli di coda della colonna sonora di The Place, di Paolo Genovese.
Guazzone è inoltre co-autore della versione del singolo Perfect di Ed Sheeran in cui quest'ultimo duetta con Andrea Bocelli.
A ottobre 2020 Guazzone debutta con il suo progetto solista pubblicando il suo primo singolo ufficiale, "Con Il Senno Di Poi" prodotto da Elisa.

## Formazione
- Marco Guazzone - pianoforte, voce
- Stefano Costantini - tromba, voce, chitarra acustica
- Giosuè Manuri - batteria
- Edoardo Cicchinelli - basso

## Membri precedenti
- Andrea Benedetti - chitarra elettrica, chitarra acustica

## Discografia

### Album in studio
- 2012 - L'atlante dei pensieri
- 2017 - Verso le meraviglie

### EP
- 2013 - Live al Piper Club

### Singoli
- 2012 - Guasto
- 2012 - Sabato simpatico
- 2012 - Atlas of Thoughts
- 2012 - Rødby
- 2014 - Cosa c'è
- 2015 - Senza mentire
- 2015 - Oh issa!
- 2016 - Down
- 2016 - To the Wonders
- 2016 - Mirabilia
- 2016 - Vienimi a cercare
- 2017 - Slay Tilling

## Colonne sonore

### Cinema e TV
- 2013 - Il Natale della mamma imperfetta
- 2014 - Fratelli unici
- 2015 - Tutto può succedere (prima stagione)
- 2016 - Un bacio
- 2017 - Tutto può succedere (seconda stagione)
- 2017 - The Place

### Teatro
- 2013 - WaterFire Event di Barnaby Evans
- 2013 - Il Don Giovanni di Filippo Timi
- 2015 - L'amore per le cose assenti di Luciano Melchionna
- 2016 - Parenti serpenti di Luciano Melchionna

### Radio
- 2012 - Radio 105, sigla per 105 Night Express
- 2013 - Radio 2, sigla per Ottovolante
- 2015 - In Blu Radio, sigla per C'è sempre una canzone
- 2017 - In Blu Radio, sigla ufficiale